# Boom (Thailandia)
Boom (precedentemente Boomerang) è un canale televisivo thailandese rivolto a ragazzi con età preadolescenziale.

## Storia
Boomerang era già andato in onda in Thailandia tramite la sua omonima versione asiatica dal 2005 al 2012. Il canale tornò nel paese quando M Turner, una joint venture tra Turner Broadcasting System e un gruppo locale, lanciò un feed esclusivamente in lingua thailandese il 14 agosto 2013. Il canale adottò grafiche e logo della sua omonima versione britannica fino al 2024, quando adottò il logo del 2014 e le grafiche del 2018 già diffuse nel resto del mondo. Il canale, il 27 maggio 2025, ha cambiato nome in Boom.

## Loghi

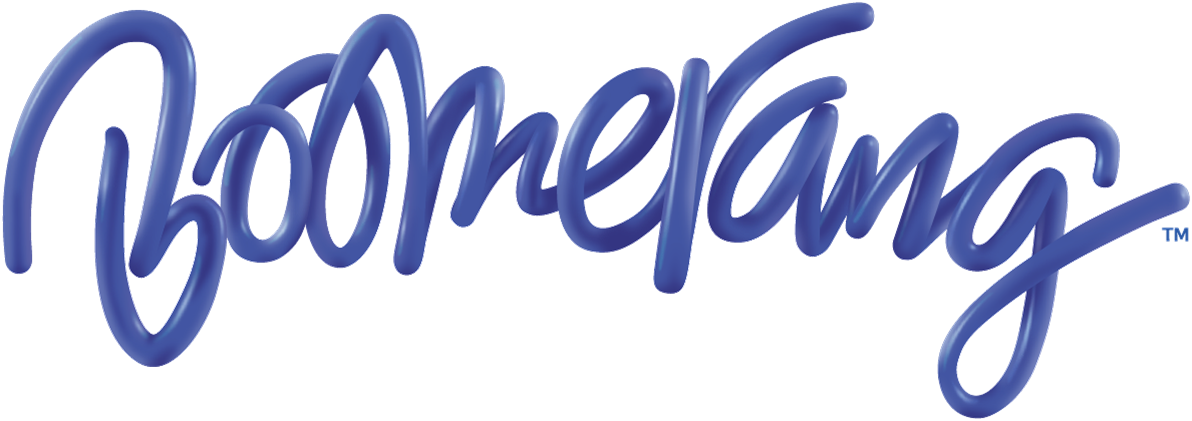
14 agosto 2013 - 15 marzo 2024
15 marzo 2024 - 27 maggio 2025
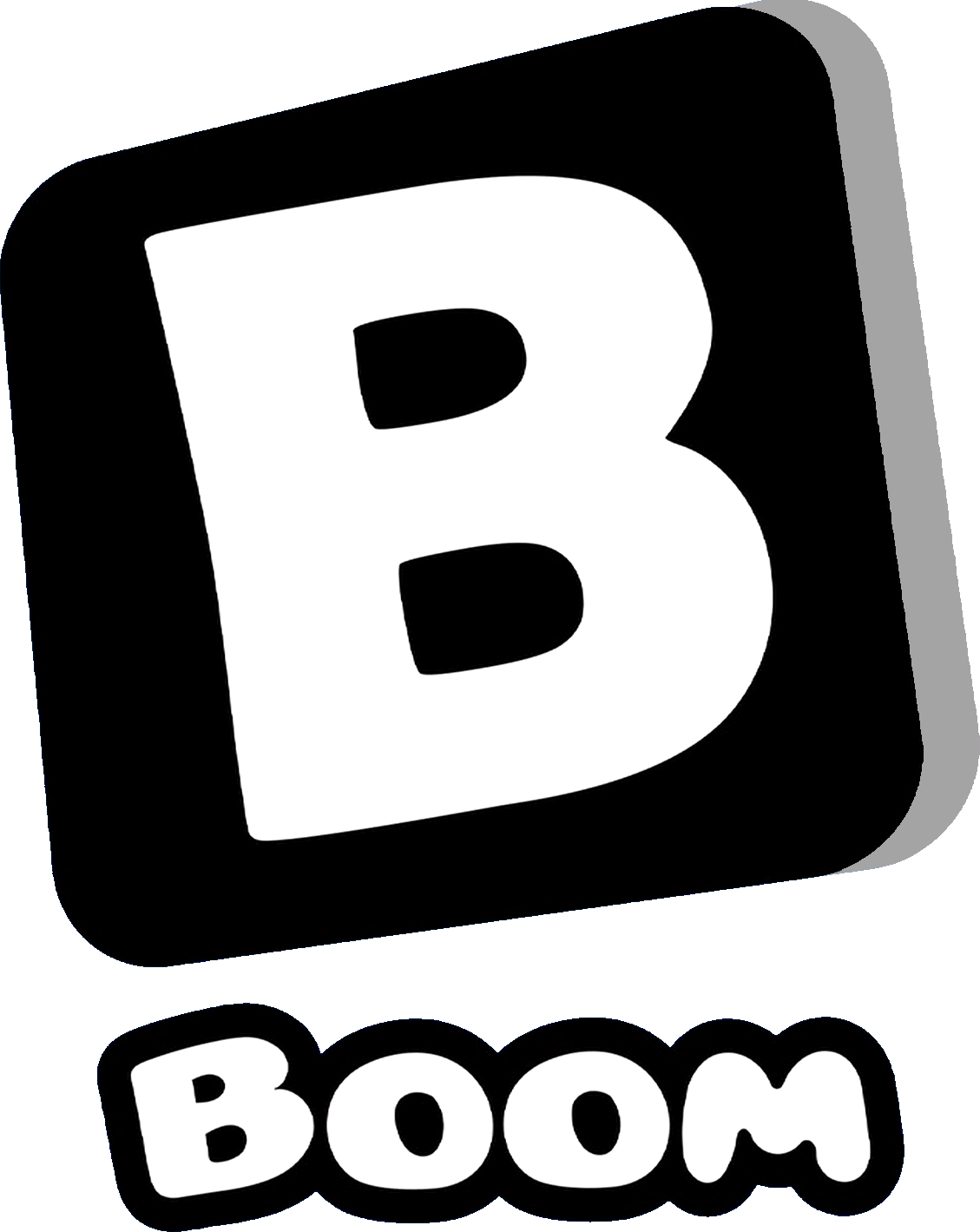
In uso dal 27 maggio 2025